# Villanova Canavese
 Villanova Canavese  (piemontiul: Le Vilaneuva Canavèis) egy olasz község  Piemont régióban, Torino megyében. A Lanzo-völgyek egyik települése.

## Elhelyezkedése

Villanova Canavese község Torino megye térképén

A vele határos települések: Cafasse, Fiano, Grosso, Mathi és Nole.